# Фердинанд Видра
Фердинанд Видра (угор. Vidra Ferdinánd, 1815 Веспрем, Угорщина — 1879, Білки, сьогодні Україна) — художник, іконописець.

## Діяльність
Учився в Академії мистецтв у Відні. Пізніше навчався у Римі, де жив протягом 1840—1845 років, навчаючись мистецтва періоду барроко.
В Римі намалював свій образ Паннонія (1844) та зробив рисунок з образа Рафаеля Теологія (1846); ці роботи потрапили до Національного Музею в Будапешті. В  1845 році  намалював дві ікони на іконостас веспремського катедрального храма. Був прийнятий як епархіальний маляр Мукачівської греко-католицької епархії і в 1858 році намалював вівтарну частину кафедрального собору в Ужгороді.
В 1859 році розписав храм Різдва Пресвятої Богородиці в Зарічові. Його роботи були в іконостасі храму Успіння Пресвятої Богородиці в Мукачеві.
Закарпатську творчість майстра можна розділити на два періоди: спочатку переважно працовав в Ужанскій долині, а в другому періоді переселився до Білок и працював там і по Боржавським селам.
Фердинанд Видра приніс до місцевого малярства принципи італійського пізнього бароко.